# Golfo di Vella

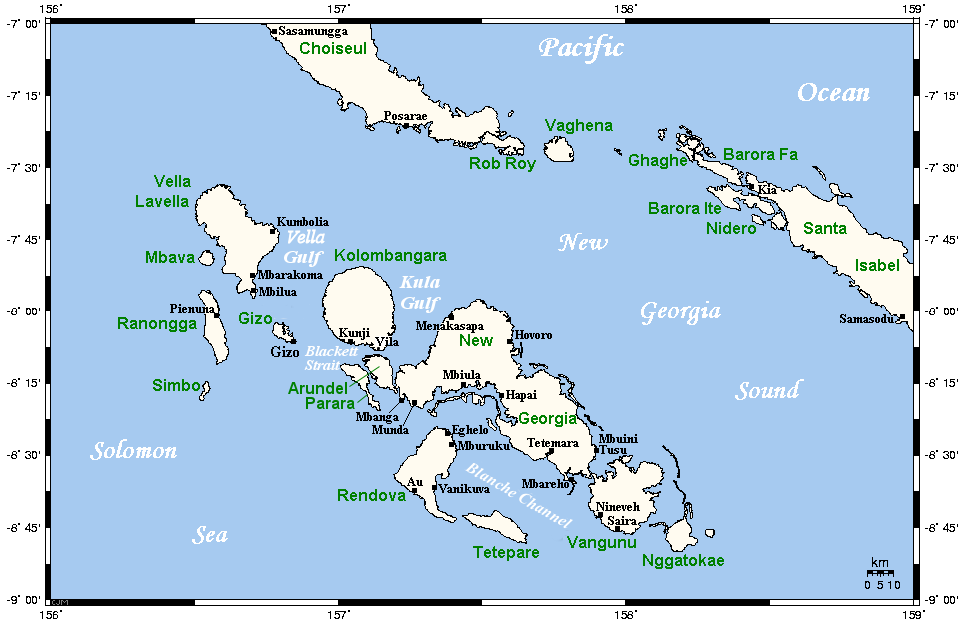
Il golfo di Vella si trova tra l'isola di Vella Lavella e quella di Kolombangara.

Il golfo di Vella è una zona di mare sita nella Provincia Occidentale delle Isole Salomone. Esso si trova tra le isole di Vella Lavella, a nordovest, e quelle di Kolombangara (a sudest) e di Gizo, (a sud). Esso collega lo stretto della Nuova Georgia (The Slot) a nordest con il mare delle Salomone a sud.
Durante la campagna delle isole Salomone, nel corso della seconda guerra mondiale, la notte fra il 6 e il 7 agosto del 1943, vi ebbe luogo l'omonima battaglia fra i cacciatorpediniere della Marina imperiale giapponese, che trasportavano truppe per la loro base di Kolombangara, e quelli della United States Navy. La battaglia si concluse con una vittoria schiacciante delle navi da guerra statunitensi: i tre cacciatorpediniere giapponesi, Kawakaze, Arashi e Hagikaze furono affondati dai siluri dei caccia statunitensi, mentre il cacciatorpediniere giapponese Shigure sfuggì all'attacco e riparò a Rabaul. Le forze statunitensi non ebbero perdite mentre quelle giapponesi ammontarono a 1.210 uomini, tra equipaggi e soldati trasportati a bordo.